# Polykondrit
Polykondrit är en autoimmun sjukdom som drabbar brosk i kroppen. Näsa, öra, revben samt hjärtklaffar kan vara drabbade då brosket svullnar. Trötthet och feber är vanligt. Kortisol och cellgifter är den vanliga behandlingen.